# Podział administracyjny Gdańska
Gdańsk, decyzją Rady Miasta, podzielony jest na 35 jednostek pomocniczych zwanych dzielnicami. Ich mieszkańcy mają prawo powoływać w wyborach kolegialne organy reprezentacji – rady dzielnic.

## Wykaz dzielnic
- Ludność: stan na 31 grudnia 2019 (na podstawie danych)[1].

- W kadencji 2019–2024 – 35 dzielnic posiadało swoją radę[2][3].
- 13 października 2024 odbyły się wybory do 33 Rad Dzielnic[4][5][6]; nie przeprowadzono ich w dzielnicach Przymorze Wielkie[7] oraz Stogi[8]. Wybory do Rad tych dzielnic odbyły się 9 lutego 2025[9][10][11][12][13].

| nr | nazwa dzielnicy                        | liczba mieszkańców (meldunki) | powierzchnia w km² | gęstość zaludnienia (osób/km²) | Rada dzielnicy |
| -- | -------------------------------------- | ----------------------------- | ------------------ | ------------------------------ | -------------- |
| 1  | Aniołki                                | 4516                          | 2,31               | 1957                           | Tak            |
| 2  | Brętowo                                | 7579                          | 7,23               | 1048                           | Tak            |
| 3  | Brzeźno                                | 11944                         | 2,73               | 4375                           | Tak            |
| 4  | Chełm                                  | 32099                         | 3,89               | 8252                           | Tak            |
| 5  | Jasień                                 | 20100                         | 11,45              | 1755                           | Tak            |
| 6  | Kokoszki                               | 9827                          | 19,94              | 493                            | Tak            |
| 7  | Krakowiec-Górki Zachodnie              | 1824                          | 8,34               | 219                            | Tak            |
| 8  | Letnica                                | 1462                          | 3,89               | 376                            | Tak            |
| 9  | Matarnia                               | 5947                          | 14,48              | 411                            | Tak            |
| 10 | Młyniska                               | 2636                          | 4,32               | 610                            | Tak            |
| 11 | Nowy Port                              | 9389                          | 2,08               | 4514                           | Tak            |
| 12 | Oliwa                                  | 15215                         | 18,68              | 815                            | Tak            |
| 13 | Olszynka                               | 3023                          | 7,85               | 385                            | Tak            |
| 14 | Orunia Górna-Gdańsk Południe           | 20488                         | 7,20               | 2846                           | Tak            |
| 15 | Orunia-Św. Wojciech-Lipce              | 13889                         | 19,66              | 706                            | Tak            |
| 16 | Osowa                                  | 16114                         | 13,73              | 1174                           | Tak            |
| 17 | Piecki-Migowo                          | 27495                         | 4,25               | 6469                           | Tak            |
| 18 | Przeróbka                              | 3978                          | 6,88               | 578                            | Tak            |
| 19 | Przymorze Małe                         | 15251                         | 2,27               | 6719                           | Tak            |
| 20 | Przymorze Wielkie                      | 27015                         | 3,24               | 8338                           | Tak            |
| 21 | Rudniki                                | 1108                          | 14,66              | 76                             | Tak            |
| 22 | Siedlce                                | 12754                         | 2,58               | 4943                           | Tak            |
| 23 | Stogi                                  | 10439                         | 10,91              | 957                            | Tak            |
| 24 | Strzyża                                | 5478                          | 1,11               | 4935                           | Tak            |
| 25 | Suchanino                              | 10323                         | 1,44               | 7169                           | Tak            |
| 26 | Śródmieście                            | 25127                         | 5,65               | 4447                           | Tak            |
| 27 | Ujeścisko-Łostowice                    | 27731                         | 7,87               | 3524                           | Tak            |
| 28 | VII Dwór                               | 4155                          | 2,90               | 1433                           | Tak            |
| 29 | Wrzeszcz Dolny                         | 22635                         | 3,50               | 6467                           | Tak            |
| 30 | Wrzeszcz Górny                         | 22014                         | 6,42               | 3429                           | Tak            |
| 31 | Wyspa Sobieszewska                     | 3341                          | 35,79              | 93                             | Tak            |
| 32 | Wzgórze Mickiewicza                    | 2497                          | 0,52               | 4802                           | Tak            |
| 33 | Zaspa-Młyniec                          | 13136                         | 1,22               | 10767                          | Tak            |
| 34 | Zaspa-Rozstaje                         | 13068                         | 2,08               | 6283                           | Tak            |
| 35 | Żabianka-Wejhera-Jelitkowo-Tysiąclecia | 16075                         | 2,33               | 6899                           | Tak            |

## Części miasta wedługrejestru TERYT
Rejestr TERYT wyróżnia 101 części miasta, częściowo pokrywające się z dzielnicami miasta i jego jednostkami morfogenetycznymi.
| SIMC    | Nazwa                 | Rodzaj       |
| ------- | --------------------- | ------------ |
| 0933022 | Barniewice            | część miasta |
| 0933039 | Biskupia Górka        | część miasta |
| 0933045 | Błonia                | część miasta |
| 0933051 | Brama Oliwska         | część miasta |
| 0933068 | Brętowo               | część miasta |
| 0933074 | Brzeźno               | część miasta |
| 0933080 | Bysewo                | część miasta |
| 0933097 | Chełm                 | część miasta |
| 0933105 | Cieniawa              | część miasta |
| 0933111 | Długie Ogrody         | część miasta |
| 0933128 | Dolne Miasto          | część miasta |
| 0933134 | Emaus                 | część miasta |
| 0933140 | Firoga                | część miasta |
| 0933163 | Głowice               | część miasta |
| 0933170 | Główne Miasto         | część miasta |
| 0933186 | Górki Wschodnie       | część miasta |
| 0933192 | Górki Zachodnie       | część miasta |
| 0933200 | Grodzisko             | część miasta |
| 0933217 | Jasień                | część miasta |
| 0933223 | Jelitkowo             | część miasta |
| 0933230 | Karczemki Kiełpińskie | część miasta |
| 1064947 | Karczemki Nynkowskie  | część miasta |
| 0933246 | Kiełpinek             | część miasta |
| 0933252 | Kiełpino Górne        | część miasta |
| 0933269 | Klukowo               | część miasta |
| 0933275 | Kokoszki              | część miasta |
| 0933281 | Komary                | część miasta |
| 0933298 | Kowale                | część miasta |
| 0933306 | Krakowiec             | część miasta |
| 0933312 | Królewska Dolina      | część miasta |
| 0933329 | Krynica               | część miasta |
| 0933341 | Kuźniczki             | część miasta |
| 0933358 | Letnica               | część miasta |
| 0933364 | Lipce                 | część miasta |
| 0933370 | Lipnik                | część miasta |
| 0933387 | Łostowice             | część miasta |
| 0933393 | Maćkowy               | część miasta |
| 0933401 | Matarnia              | część miasta |
| 0933418 | Migowo Lęborskie      | część miasta |
| 0933430 | Młyniska              | część miasta |
| 0933447 | Niedźwiednik          | część miasta |
| 0933453 | Niegowo               | część miasta |
| 0933460 | Nowe Ogrody           | część miasta |
| 0933476 | Nowe Szkoty           | część miasta |
| 0933482 | Nowe Ujeścisko        | część miasta |
| 0933499 | Nowy Port             | część miasta |
| 0933507 | Oliwa                 | część miasta |
| 0933520 | Ołowianka             | część miasta |
| 0933513 | Olszynka              | część miasta |
| 0933536 | Orlinki               | część miasta |
| 0933542 | Orunia                | część miasta |
| 0933559 | Oruńskie Przedmieście | część miasta |
| 0933565 | Osowa                 | część miasta |
| 0933571 | Ostrów                | część miasta |
| 0933588 | Owczarnia             | część miasta |
| 0933594 | Pachołek              | część miasta |
| 0933602 | Piecki                | część miasta |
| 0933625 | Płonia Mała           | część miasta |
| 0933631 | Płonia Wielka         | część miasta |
| 0933648 | Polski Hak            | część miasta |
| 0933654 | Przegalina            | część miasta |
| 0933660 | Przeróbka             | część miasta |
| 0933677 | Przymorze             | część miasta |
| 0933683 | Ptaszniki             | część miasta |
| 0933708 | Rębiechowo            | część miasta |
| 0933714 | Rębowo                | część miasta |
| 0933720 | Rudniki               | część miasta |
| 0933743 | Sączki                | część miasta |
| 0933737 | Samborowo             | część miasta |
| 0933750 | Siedlce               | część miasta |
| 0933766 | Sienna Grobla         | część miasta |
| 0933772 | Składy                | część miasta |
| 1064953 | Sobieszewko           | część miasta |
| 0933789 | Sobieszewo            | część miasta |
| 0933795 | Sobieszewska Pastwa   | część miasta |
| 0933803 | Spicherze             | część miasta |
| 0933810 | Srebrzysko            | część miasta |
| 0933826 | Stara Wieś            | część miasta |
| 0933832 | Stare Miasto          | część miasta |
| 0933849 | Stare Przedmieście    | część miasta |
| 0933855 | Stare Szkoty          | część miasta |
| 0933861 | Stogi                 | część miasta |
| 0933909 | Suchanino             | część miasta |
| 0933938 | Świbno                | część miasta |
| 0933944 | Święty Wojciech       | część miasta |
| 0933915 | Szadółki              | część miasta |
| 0933921 | Szewce                | część miasta |
| 0933950 | Trzy Norty            | część miasta |
| 0933967 | Ujeścisko             | część miasta |
| 0933973 | Ustroń                | część miasta |
| 0933980 | Westerplatte          | część miasta |
| 0933996 | Wisłoujście           | część miasta |
| 0934004 | Wrzeszcz              | część miasta |
| 0934010 | Wysoka                | część miasta |
| 0934091 | Żabianka              | część miasta |
| 0934027 | Zabornia              | część miasta |
| 0934033 | Zajączkowo            | część miasta |
| 0934040 | Zakoniczyn            | część miasta |
| 0934056 | Zamczysko             | część miasta |
| 0934062 | Zaroślak              | część miasta |
| 0934079 | Zaspa                 | część miasta |

## Rys historyczny
5 listopada 1906 Rada Miasta Gdańska podjęła decyzję (z mocą obowiązującą od 1 stycznia 1907) o podziale miasta na dzielnice: 
- Danzig (Gdańsk Śródmieście)
- Schidlitz (Siedlce)
- Zigankenberg (Suchanino)
- Heiligenbrunn (Święta Studzienka)
- Langfuhr (Wrzeszcz)
- Hochstrieß (Strzyża Górna)
- Neufahrwasser (Nowy Port)
- Stolzenberg (Chełm)
- Altschottland (Stare Szkoty)
- Stadtgebiet (Oruńskie Przedmieście)
- Sankt Albrecht (Święty Wojciech)

W sierpniu 1945 wyróżniono 13 „połaci” miasta. Formalny podział przeprowadzono 7 lipca 1947, kiedy powołano 8 dzielnic „terytorialnych” (I Śródmieście, II Siedlice, III Wrzeszcz, IV Oliwa, V Nowy Port, VI Zawiśle-Sianki, VII Dolne Miasto, VIII Orunia). W 1954 ze względów politycznych powołano 3 dzielnice administracyjne: Śródmieście, Wrzeszcz i Portową (z Brzeźnem, Nowym Portem i Stogami), równomiernie dzielące między siebie zakłady przemysłowe miasta. Pierwotnie zamiast dzielnicy Portowej (która miała pozostać częścią Śródmieścia) przewidywano powołanie dzielnicy Siedlce, do czego jednak nie doszło. Pod koniec lat 60. planowano dodatkowo wydzielenie dzielnicy Oliwa. Dzielnicowe Rady Narodowe zniesiono w 1975, jednak samych dzielnic formalnie nie zniesiono.
30 lipca 1992 podzielono miasto na 30 dzielnic.
Pierwsze wybory do Rad Dzielnic i Osiedli w Gdańsku odbyły się 29 czerwca 1997. Wybrano wówczas Rady Osiedli w: Rudnikach, Letnicy i Osowej. W wyborach 11 października 1998, wybrano trzy kolejne Rady w: Krakowcu-Górkach Zachodnich, Nowym Porcie i Wyspie Sobieszewskiej. W 1999 wybrano Rady w: Strzyży, Brzeźnie oraz Stogach-Przeróbce. W 2000 wybrano Rady w: Kokoszkach i Wzgórzu Mickiewicza. 18 maja 2003 odbyły się wybory do 9 Rad Osiedli. 5 czerwca 2005 wybrano Radę Osiedla Młyniska. 
W kadencji 2007–2011 funkcjonowało trzynaście Rad Osiedli. W jej trakcie, w 2010 zgodnie z uchwałą nr LIII/1550/10 Rady Miasta Gdańska z 28 października tego samego roku dokonano podziału dotychczasowych dzielnic:
- Wrzeszcz na Wrzeszcz Dolny i Wrzeszcz Górny,
- Chełm i Gdańsk Południe na Chełm, Ujeścisko-Łostowice i Jasień,
- Stogi z Przeróbką na Stogi i Przeróbkę[22].

8 maja 2011 odbyły się wybory do 5 Rad Dzielnic i 23 Rad Osiedli. We wrześniu tego samego roku wybrano Radę Osiedla Zaspa-Młyniec.
W 2014 dokonano ujednolicenia nazw, w związku z czym wszystkie jednostki pomocnicze w Gdańsku od 1 czerwca tego samego roku noszą nazwę dzielnicy.
22 marca 2015 odbyły się wybory do Rad Dzielnic, w których wybrano także dwie kolejne Rady – na Aniołkach i Przymorzu Małym. W czerwcu tego samego roku odbyły się wybory do Rady Dzielnicy VII Dwór. W 2016 wybrano kolejne Rady – w czerwcu na  Przymorzu Wielkim i Matarnii, zaś w grudniu na Suchaninie. W październiku 2017 wybrano Radę Dzielnicy Zaspa-Rozstaje.
W 2018 zgodnie z uchwałą nr LVI/1670/18 Rady Miasta Gdańska z 30 sierpnia tego samego roku dokonano podziału dotychczasowej dzielnicy:
- Chełm na Chełm i Orunię Górną-Gdańsk Południe[35].

24 marca 2019 odbyły się wybory do 34 Rad Dzielnic. 9 czerwca tego samego roku odbyły się wybory do Rady Dzielnicy Letnica.
W styczniu 2022 Rada Miasta Gdańska podjęła uchwałę o rozwiązaniu Rady Dzielnicy Stogi. 22 maja tego samego roku Rada Dzielnicy Stogi została ponownie wybrana.
13 października 2024 odbyły się wybory do 33 Rad Dzielnic. Nie zostały one przeprowadzone w dzielnicach Przymorze Wielkie oraz Stogi. Wybory do Rad tych dzielnic odbyły się 9 lutego 2025.
Najlepsze wyniki w wyborach do Rad Dzielnic uzyskiwali: 
- W 2011 – Tomasz Strug z dzielnicy Oliwa (1276 głosów)[a][51],
- W 2015 – Krzysztof Golec z dzielnicy Zaspa-Młyniec (452 głosy)[52][53],
- W 2019 – Marcin Mickun z dzielnicy Przymorze Małe (618 głosów)[54],
- W 2024 – Joanna Leszczyńska z dzielnicy Chełm (404 głosy)[55].